# 常照寺 (福知山市)
常照寺（じょうしょうじ）は、京都府福知山市菱屋町にある日蓮宗の寺院。山号は宝珠山。旧本山は大本山本圀寺(六条門流)、奠師法縁(奠統会)。日蓮宗宗門史跡。

## 歴史
延慶3年（1310年）大善阿闍梨日範（朗門の九鳳の一人）が創建した。万治2年（1659年）唯心院日量（21世）が福知山城主松平忠房に請願して現在地に移転し延宝6年（1678年）までに現在の伽藍を復興した。日露戦争（明治37年－38年（1904年―1905年））ではロシア軍捕虜の収容所の一つとなった。

## 境内
- 本堂

## 歴代
- 大善阿闍梨日範

## 別院
- 常照寺別院妙徳教会（京都府福知山市三和町辻新田）

## 参考資料
- 日蓮宗寺院大鑑編集委員会『宗祖第七百遠忌記念出版 日蓮宗寺院大鑑』大本山池上本門寺 (1981年)
- 天田郡志資料